# Колобок (сказка)

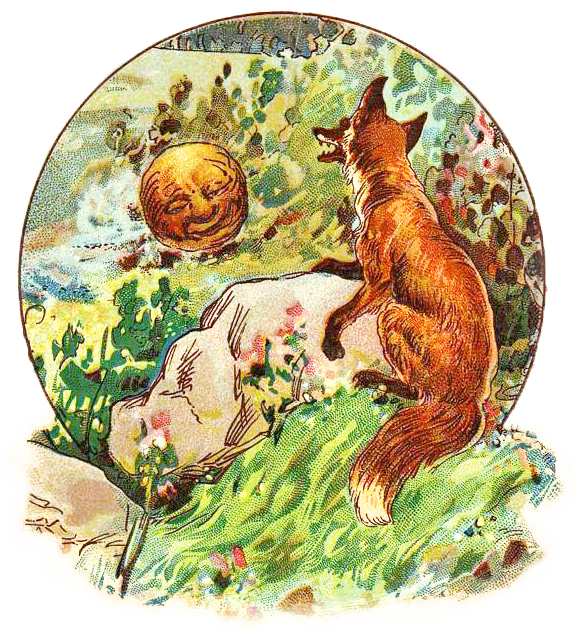
Рисунок А. Медведева

«Колобо́к» — сюжет славянских (русских, украинских, белорусских, сербских, хорватских, болгарских, словинских) кумулятивных сказок, построенный на нагнетании повторяющихся эпизодов.
Сказки известны и в фольклоре балтских, скандинавских, германских народов, а также в узбекском и татарском. Русских вариантов известно 16, украинских — 8, белорусских — 5.
У западноевропейских народов встречаются варианты, существенно отличающиеся от восточнославянских, например, о пироге, который убежал от трёх девушек, не вынувших его своевременно из печи. Повторяющаяся в сказке песенка и ритмичный склад повествования характерны для русских, украинских и белорусских сказок.
В указателе сказочных сюжетов указана под номером AT 2025 (АА *296) «Колобок» («убежавший блин»): главный персонаж убегает от старика, старухи, волка, медведя и т. д. Американский аналог — «Пряничный человечек» (англ. The Gingerbread Man), английский — «Джонни-пончик» (англ. Johnny-Cake).
Известен авторский вариант сказки в обработке Константина Ушинского.
Часто именно с этой сказки начинается знакомство русского, украинского и белорусского ребёнка с родным фольклором.

## Сюжет
Жили-были старик со старухой. Однажды старик попросил старуху испечь ему колобок. Муки нет, но по коробу (амбару) старуха поскребла, по сусеку помела, и замесила тесто. Спёкся румяный колобок. Положила его на окошко студиться. Колобку вскоре надоело лежать на окошке, он спрыгнул и убежал. Покатился по дорожке в лес. В лесу встретил сначала заяц, который сказал: «Колобок, колобок, я тебя съем!». Но колобок предложил «Не ешь меня, я тебе песенку спою», — спел зайчику песенку о том, как его испекла старуха и как он убежал от бабушки и дедушки. И дальше покатился по лесу. По дороге он увидел волка и медведя. Они тоже хотели съесть колобка, но тот каждому пел песенку и убегал. Но вот встретил колобок хитрую лисицу. Ей он тоже спел песню и хотел уже покатиться дальше, но ловкая лиса его обманула. Она похвалила колобка, пожаловалась, что плохо слышит, и попросила его сесть ей на мордочку и ещё раз спеть свою песню. Колобок обрадовался, что его песня понравилась, и прыгнул к ней на мордочку. Тут лиса и проглотила колобка.

## Экранизация
По сказке был снят ряд мультфильмов:
- «Колобок» — рисованный мультфильм, Союзмультфильм, 1936.
- «Колобок» — кукольный мультфильм, Союзмультфильм, 1956.
- «Сказка про Колобок» — кукольный мультфильм по мотивам сказки, «Союзмультфильм», 1969.
- Очень старая сказка — кукольный мультфильм, «Киевнаучфильм», 1983[5].
- "Спокойной ночи, малыши! Колобок" — кукольный мультфильм, Главная редакция программ для детей и юношества Гостелерадио СССР, 1986

- «Колобок, колобок!..» — рисованный мультфильм, студия ТО «Экран», 1988.
- «Колобок» — рисованный мультфильм Александра Бубнова, 1990.
- «Колобок» — рисованный мультфильм, студия «Классика», 2006.
- «Современный колобок» — пародийный мультфильм для взрослых, KuTstupid, 2011.